# Driemogendhedenpact

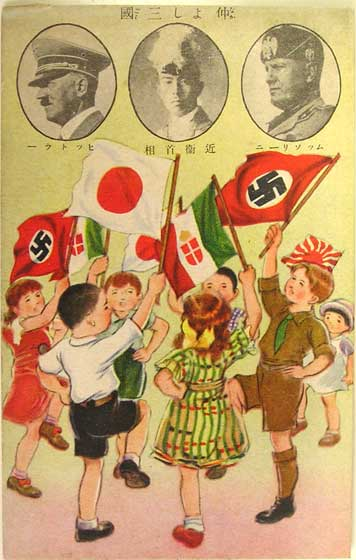
Japanse postkaart uit 1938

Het Driemogendhedenpact (ook bekend als Tripartite Pact), getekend in Berlijn op 27 september 1940, was het officiële samenwerkingsverdrag waarop het as-bondgenootschap gedurende de Tweede Wereldoorlog was gebaseerd. De oorspronkelijke deelnemers, Duitsland, Italië en Japan, beloofden elkaar te steunen in conflicten met andere staten, met uitzondering van staten waarmee zij bij ondertekening reeds in oorlog waren, of de Sovjet-Unie. In de loop van 1940 en 1941 ondertekende een aantal staten op de Balkan het verdrag eveneens, waarmee zij zich formeel bij de asmogendheden aansloten. Naarmate de krijgskansen vanaf 1944 keerden, annuleerden een aantal leden hun deelname. Het verdrag werd nooit officieel beëindigd, maar hield met de overgave van Japan in augustus 1945 feitelijk op te bestaan.

## Voorgeschiedenis
In de loop van de jaren dertig waren de banden tussen het fascistische regime in Italië en nazi-Duitsland steeds sterker geworden. Deze waren al formeel bekrachtigd in een onderling vriendschapsverdrag (25 oktober 1936, waarbij de term "as" voor het eerst gebruikt werd door Benito Mussolini) en het Staalpact (22 mei 1939).
Ook het Japans Keizerrijk en Duitsland groeiden naar elkaar toe, ingegeven door angst voor de verspreiding van het communisme vanuit de Sovjet-Unie. Dit werd bekrachtigd in het Anti-Kominternpact (25 november 1936), waarbij ook Italië zich in 1937 aansloot. Toen Duitsland met het Molotov-Ribbentroppact een niet-aanvalsverdrag met de Sovjet-Unie sloot, zegde Japan verontwaardigd het Anti-Kominternpact op, maar na de Duitse verovering van West-Europa (mei-juni 1940) werden de Europese koloniën in Zuidoost-Azië gemakkelijke doelen, en Duitsland weer een interessante partner: zo kon Duitsland via zijn sterke invloed op de vazalstaat Vichy-Frankrijk toestemming afdwingen voor overdracht van de Franse koloniën in de regio.

## Onderhandelingen

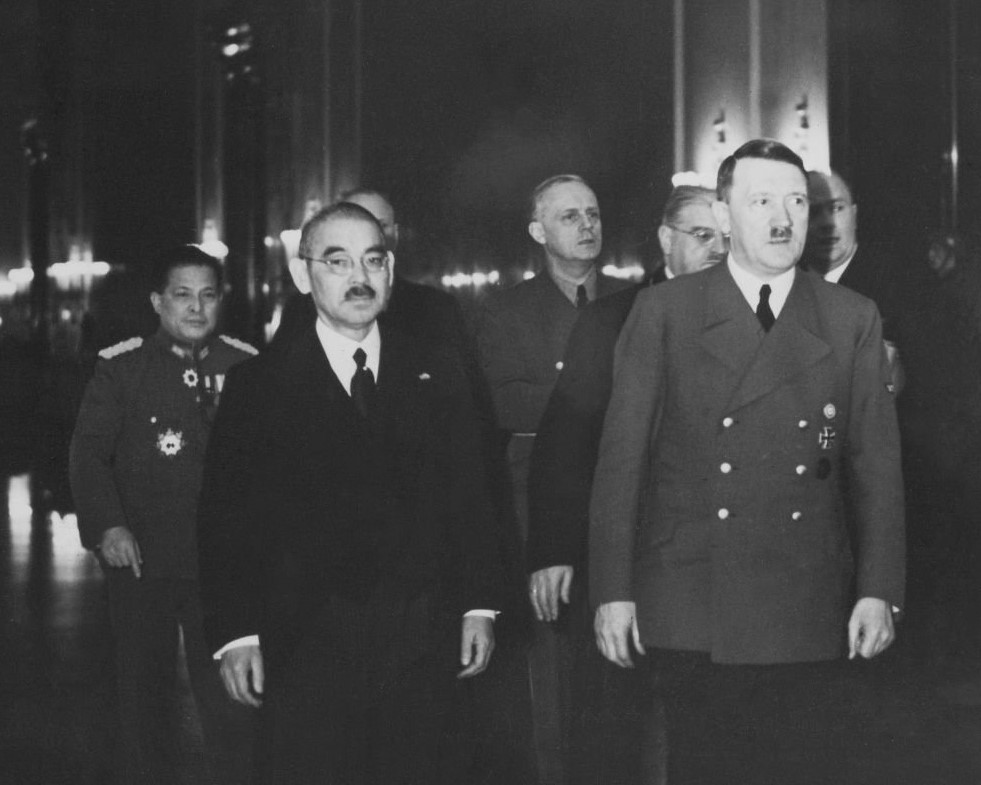
De Japanse minister van buitenlandse zaken Yosuke Matsuoka bij Hitler in maart 1941

In de tekst van het verdrag beloofden de leden elkaar wederzijdse bijstand (i.c. een oorlogsverklaring) in het geval dat een van de leden zou worden aangevallen. Japan was op dat moment echter nog niet gereed om de formele vijanden van de Europese As-leden (vooral Engeland en Nederland) de oorlog te verklaren, omdat zij vreesden dat dat onherroepelijk ook tot een spoedige oorlog met de Verenigde Staten zou leiden. De oorlogen die op dat moment al verklaard waren werden dan ook uitgezonderd van deze clausule.
Japan had geen territoriale aspiraties tegenover de Sovjet-Unie, waartegen zij alleen in het onherbergzame Siberië zou kunnen vechten, terwijl omgekeerd de Russische troepen eenvoudig het Japanse wingewest Mantsjoerije konden bereiken. Hoewel Duitsland en de Sovjet-Unie op dat moment een niet-aanvalspact hadden, vreesden de Japanners dat er toch een oorlog zou kunnen uitbreken, waardoor zij gedwongen zouden zijn om hier een oorlog te voeren. Om deze reden werd ook de Sovjet-Unie nadrukkelijk uitgesloten van de tekst over wederzijdse bijstand tegen vijanden.
Daarmee bleef eigenlijk alleen de Verenigde Staten over als (potentieel) gezamenlijke vijand.

## Inhoud

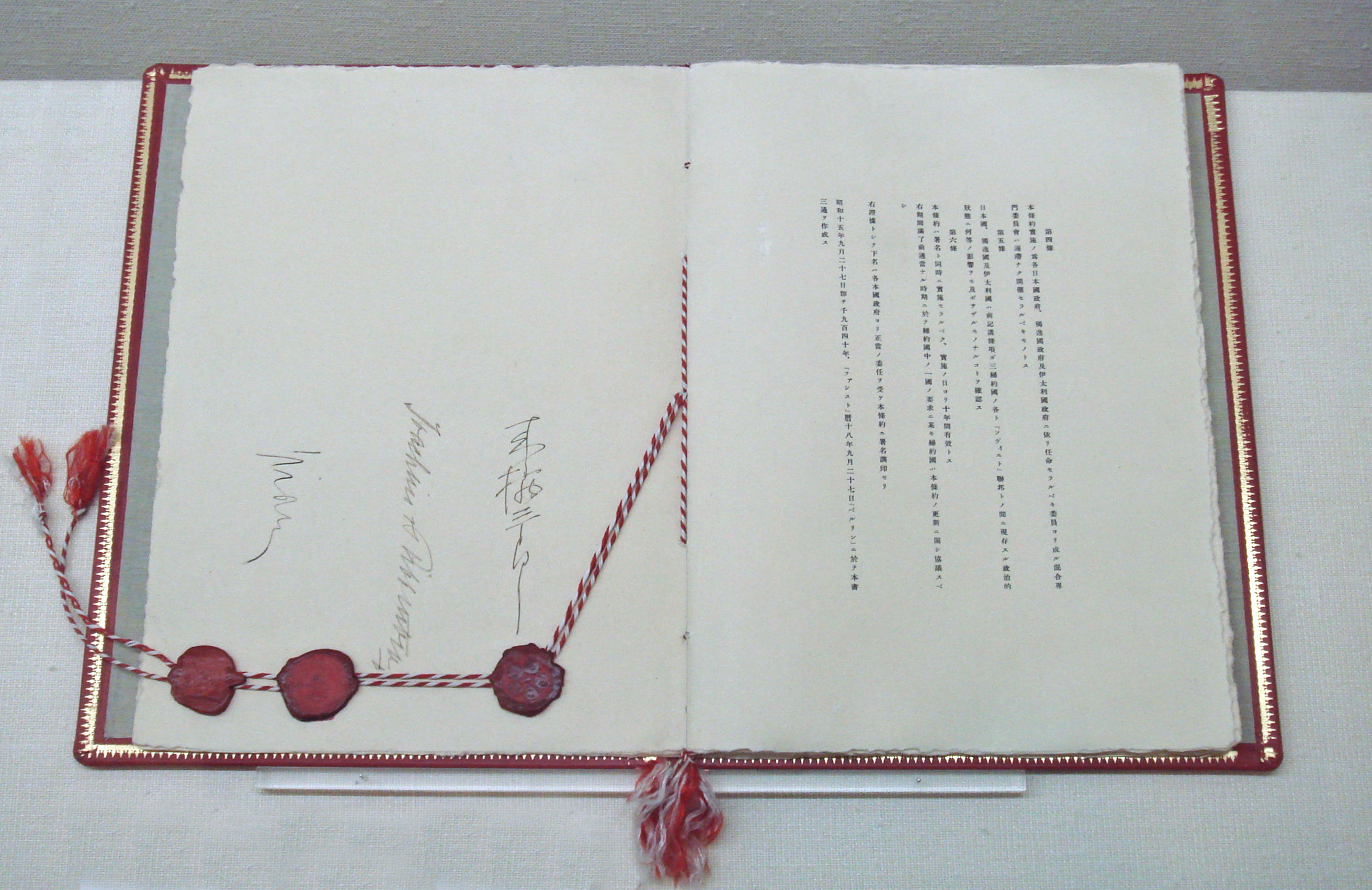
Het pact van 27 september 1940

De verdragstekst erkende de leidende rol bij het tot stand brengen van een "nieuwe orde" voor Italië en Duitsland enerzijds, en Japan anderzijds, in respectievelijk Europa en Oost-Azië. Verder beloofden de leden elkaar wederzijdse steun in geval van oorlog, met de bovengenoemde beperkingen. Verder zou men gaan samenwerken op technisch gebied. De minimale duur zou tien jaar zijn, met de optie op verlenging op initiatief van een van de deelnemers.

## Ondertekening
Het verdrag werd ondertekend in Berlijn, op 27 september 1940. De ondertekenaars waren Joachim von Ribbentrop namens Duitsland, de Italiaanse minister van Buitenlandse zaken Galeazzo Ciano, en de Japanse ambassadeur Saburo Kurusu.

## Betekenis
Het verdrag was op het moment van afsluiten vooral bedoeld als waarschuwing aan de Verenigde Staten; men hoopte dat het dreigement, dat een oorlog met een van de leden zou leiden tot oorlog met allen, de VS tot voorzichtigheid zou aanzetten. Deze opzet mislukte: de VS zette zowel haar lend-lease politiek naar Engeland voort, alsook de steun aan China, waarmee Japan in oorlog was.
Toen de Japanners in december 1941 met hun aanval op Pearl Harbor een oorlog tegen de Verenigde Staten begonnen, waren Duitsland en Italië dan ook gehouden om ook de oorlog te verklaren. Hiermee kwam het volledige Amerikaanse productie-apparaat ter beschikking van de geallieerden.

## Sovjet-Unie
Gedurende de looptijd van het niet-aanvalsverdrag tussen Duitsland en de Sovjet-Unie werden er onderhandelingen gevoerd over de toetreding van de Sovjet-Unie tot het driemogendhedenpact. Vanuit Duits standpunt was dit een afleidingsmanoeuvre: Hitler had allang besloten om de Sovjet-Unie binnen te vallen, ongeacht de uitkomst van de onderhandelingen. Toen Jozef Stalin ook nog eens een serie eisen op tafel legde die voor de asmogendheden onaanvaardbaar waren, werden deze onderhandelingen ook formeel afgesloten.

## Andere deelnemers

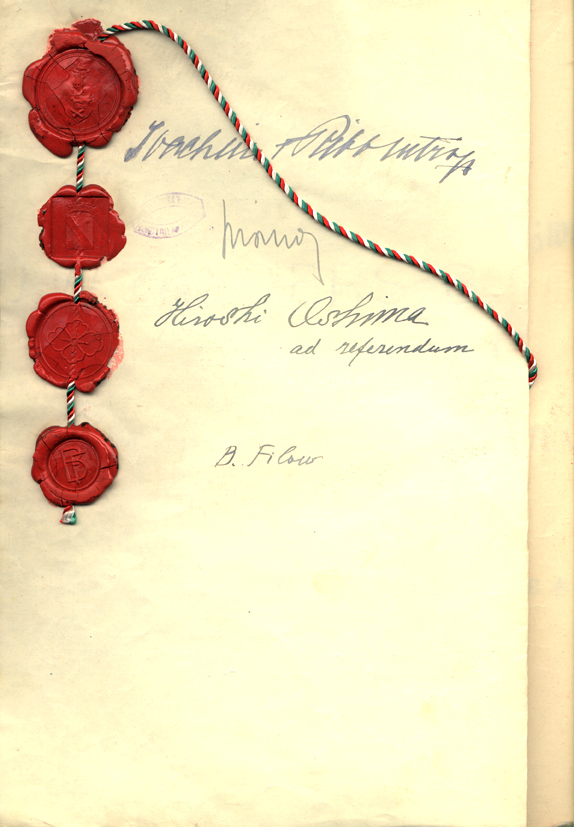
De toetreding van Bulgarije op 1 maart 1941

Na de initiële ondertekening werd het verdrag gebruikt om kleinere landen, die zich bij de asmogendheden wilden aansluiten of daartoe gedwongen werden, daartoe een formele basis te geven. Achtereenvolgens waren dit:
- Koninkrijk Hongarije (20 november 1940), dat daarmee Duits-Italiaanse steun verwierf voor herziening van haar grenzen ten koste van Tsjechoslowakije en Roemenië;
- Koninkrijk Roemenië (23 november 1940), om bescherming tegen expansie van de Sovjet-Unie te verkrijgen;
- Eerste Slowaakse Republiek (24 november 1940), waar Duitsland na de annexatie van Tsjechië een zwakke marionetten-regering had gesticht;
- Koninkrijk Bulgarije (1 maart 1941), met de belofte op gebiedsuitbreiding ten koste van Joegoslavië en Griekenland;
- Koninkrijk Joegoslavië (25 maart 1941). Ondertekening van het verdrag leidde hier tot een geslaagde staatsgreep, waarbij de nieuwe regering het verdrag enkele dagen later wilde opzeggen. Hierop vielen de Duitsers het land binnen en splitsten het op in verscheidene deelgebieden.
- Onafhankelijke Staat Kroatië (15 juni 1941) Een van deze delen was de Onafhankelijke Staat Kroatië, waar een katholiek-fascistische groepering de macht greep.